# Promethes nigriventris
Promethes nigriventris là một loài tò vò trong họ Ichneumonidae.